# Stade du 4-Août
Stade du 4-Août (în traducere din franceză Stadionul 4 august) este o arenă din localitatea Ouagadougou, Burkina Faso. Are multiple întrebuințări printre care și meciuri de fotbal. Aici își desfășoară meciurile pe teren propriu echipele Étoile Filante Ouagadougou și ASFA-Yennenga. Are o capacitate de 40.000 locuri.